# Гавронщинська сільська рада
| Гавронщинська сільська рада — орган місцевого самоврядування у Макарівському районі Київської області з адміністративним центром у с. Гавронщина. Водоймища на території, підпорядкованій даній раді: річка Здвиж. Сільській раді підпорядковані населені пункти: - с. Гавронщина |

## Склад ради
Рада складається з 14 депутатів та голови.

### Керівний склад ради
| ПІБ                      | Основні відомості                                            | Дата обрання | Дата звільнення |
| ------------------------ | ------------------------------------------------------------ | ------------ | --------------- |
| Українець Надія Петрівна | Сільський голова, 1952 року народження, освіта, позапартійна | 26.03.2006   | 31.10.2010      |
| Коба Олексій Леонідович  | Сільський голова, 1981 року народження, освіта вища          | 31.10.2010   |                 |

Примітка: таблиця складена за даними джерела